# Kaschtschei der Unsterbliche
Kaschtschei der Unsterbliche (russisch: Кащей бессмертный, Kaschtschei bessmertny, andere deutsche Titel: Der unsterbliche Kaschtschei oder Unhold Ohneseele, Untertitel: „Ein Herbstmärchen“) ist eine Oper in einem Akt und drei Bildern von Nikolai Rimski-Korsakow. Das Libretto erstellte der Komponist zusammen mit seiner Tochter Sofija Nikolajewna Rimskaja-Korsakowa nach einer Vorlage von Jewgeni Maximowitsch Petrowski. Die Oper wurde am 12. Dezemberjul. / 25. Dezember 1902greg. durch das Ensemble der Privatoper von Sawwa Mamontow im Theater von Gawrila Solodownikow in Moskau uraufgeführt.

## Handlung
Die in kursiver Schrift angegebenen Szenenbeschreibungen sind der Übersetzung August Bernhards im Klavierauszug der Oper entnommen. Die Personennamen wurden angeglichen, die Rechtschreibung aktualisiert und kleinere Übersetzungsungenauigkeiten anhand der Sekundärliteratur korrigiert.

### Erstes Bild
Das Reich des Unholds Kaschtschei; düstere schwermütige Szene; Spätherbst
Der Himmel ist von dunklen Wolken umsogen. Verkrüppelte Bäume und Sträucher, fast entblättert, nur wenig gelb und rot gefärbtes Laub. Im Vordergrund das kleine wunderliche Schloss des Unholds mit einem Vorbau und Treppe. Auf dem Dach ein Uhu mit leuchtenden Augen. Über dem Eingang hängt die Zauberharfe [eine Gusli]. Am Wohnhaus ein Türchen. Ein Pfahlzaun, auf dessen Pfählen, einen ausgenommen, Schädel gespießt sind. Im Hintergrund zeichnen sich Felsen ab, mit Moos bedeckt, gleichsam die Grenzmauer bildend von des Unholds Reich. In der Felsenmauer befindet sich ein dem Zuschauer nicht sichtbares Tor. Abenddämmerung.
Die von dem bösen Zauberer Kaschtschei gefangen gehaltene Zarewna „Allerliebste Schönheit“ beklagt ihr trauriges Schicksal. Sie muss dem Unhold dienen und Geschichten erzählen. Sogar ihre Tränen erfreuen ihn. Als sie ihn anfleht, sie noch einmal ihren Geliebten Iwan Königssohn sehen zu lassen, erlaubt ihr Kaschtschei einen Blick durch seinen Zauberspiegel, in dem sie das Geschehen in der Welt und die nahe Zukunft beobachten kann. Die Zarewna sieht darin zuerst eine weinende Frau (sie selbst) und dann eine wunderschöne junge Frau, in der Kaschtschei seine eigene Tochter erkennt. Als schließlich auch Iwan Königssohn erscheint, entreißt Kaschtschei der Zarewna den Spiegel und lässt ihn fallen, sodass er zerbricht. Er befürchtet, dass seine Tochter ihre Aufgabe vernachlässigt hat, die nach ihm suchenden Ritter abzufangen und zu töten. Um dies zu prüfen, befiehlt er dem von ihm gefangenen Sturmwind Burja-Bogatyr, zur Erde zu reisen und seine Tochter an ihre Pflichten zu erinnern – der freie Pfahl im Zaun ist für Iwan bestimmt. Die Zarewna nutzt die Gelegenheit und bittet ihrerseits Burja-Bogatyr, ihrem Geliebten von ihrer Gefangenschaft zu berichten. Nachdem der Wind abgeflogen ist und sich die Zarewna in ihren Turm zurückgezogen hat, denkt Kaschtschei über seine Lage nach (Arioso: „Prirody postignuta taina“): Er hat den Tod überlistet, indem er ihn in eine Träne seiner Tochter eingeschlossen hat. Solange sie nicht weint, ist er unsterblich – und das ist durch die Hartherzigkeit seiner Tochter sichergestellt. Sie hat bereits viele in sie verliebte Ritter in ihrem Zauberreich ins Verderben geführt. Er ruft die Zarewna zurück, damit sie ihm ein Schlaflied singt. Als sie sich weigert, versiegelt er sein Schloss mit einem magischen Kreis, betritt es und lässt einen Schneesturm ausbrechen, um die Zarewna zu peinigen und ihr die letzte Hoffnung zu rauben (Ballett mit unsichtbarem Chor).

### Zweites Bild
Das Reich am Ende der Welt; felsiges Ufer einer Insel; uferloses blaues Meer
Der Widerschein des Mondes fällt auf das Wasser. Im Vordergrund der üppige Wundergarten und das geheimnisvolle Schloss der Tochter Kaschtscheis, umgeben von Büschen leuchtendroten Mohns und blassvioletten Bilsenkrauts.
Kaschtschejewna (die Tochter Kaschtscheis) kommt aus dem Schloss, umgürtet mit einem Schwert. In den Händen trägt sie einen Becher, in dem sie den für Iwan bestimmten Zaubertrank bereiten will, bevor sie ihm den Kopf abschlägt (Szene, Arioso und Lied Kaschtschejewna „Nastala notsch“). Iwan erscheint, in Gedanken bei seiner geliebten Zarewna (Arietta Iwan: „Gluchaja notsch, dorogi dalsche net“). Kaschtschejewna begrüßt ihn, bietet ihm den Trank an und verzaubert ihn mit ihrer Schönheit. Sogleich vergisst Iwan die Zarewna, verliebt sich in Kaschtschejewna und überlässt sich ihrer Umarmung (Duett „Na ladje solotoi“). Sie küssen sich, und er fällt bewusstlos zu Boden. Kaschtschejewna greift zu ihrem Schwert, um ihn zu töten. Drei Mal versucht sie, den Schlag auszuführen, hält jedoch immer wieder ein, da sie seine Jugend und Schönheit bewundert. Ihren dritten Versuch unterbricht Burja-Bogatyr. Sie lässt ihr Schwert sinken, und Iwan erwacht. Der Sturmwind richtet ihr in Gegenwart Iwans die Botschaft ihres Vaters aus und übermittelt diesem auch die Nachricht der Zarewna. Da Kaschtschei Iwan bereits erwartet, lädt er diesen ein, auf seinem fliegenden Teppich ins Schloss zu reisen. Die zurückgelassene Kaschtschejewna verflucht den Wind wütend.

### Drittes Bild
Dekoration des ersten Bilds; Nacht; das Schneegestöber hat aufgehört
Auf den Stufen des Vorbaus sitzend singt die Zarewna dem im Schloss schlafenden Kaschtschei ein Wiegenlied, in dem sie ihm wünscht, im Schlaf zu ersticken, für immer zu schlafen und vom Tod zu träumen („Baju, bai, Kaschtschei sedoi“). Der Sturmwind bringt Iwan Königssohn zum Schloss und fliegt sofort wieder in die Welt hinaus. Die Liebenden genießen ihr Wiedersehen (Duett: „Rasluki minul tschas“). Als sie jedoch fliehen wollen, stellt sich ihnen Kaschtschejewna entgegen. Sie will Iwan für sich selbst gewinnen, doch der hat ihre wahre Natur erkannt und schwört, die Zarewna niemals zu verlassen. Von dem Lärm erwacht Kaschtschei, der die Lage sofort durchschaut und dem Liebespaar den Tod androht. Die Zarewna fürchtet sich nicht davor, mit dem Geliebten gemeinsam zu sterben. Als sie bemerkt, wie erschüttert Kaschtschejewna von der ungewohnten Zurückweisung ist, küsst sie diese in einem Anflug des Mitleids auf die Stirn. Das berührt Kaschtschejewna derartig, dass ihre Tränen zu strömen beginnen. Sie verabschiedet sich von der Zarewna, verspricht, Iwan bis in alle Ewigkeit zu lieben und ebenso lange zu weinen. Daraufhin verwandelt sie sich in eine Trauerweide. Auch Kaschtscheis Schicksal ist besiegelt. Er stirbt mit einem Fluch auf den Lippen.
Das Felsentor springt auf. Weite Aussicht ins Feld, von der Sonne beleuchtet, von frischem Frühlingsgrün und Blumen bedeckt. Im Reich des Unholds grünen die Bäume und Büsche und verdecken den Pfahlzaun. Der Himmel ist klarblau. Alles von der Frühlingssonne beschienen.
Finale: Der Sturm Burja-Bogatyr hat dem Liebespaar die Tore geöffnet. Die Zarewna und Iwan begrüßen Sonne, Freiheit, Frühling und Liebe.

## Gestaltung

### Orchester
Die Orchesterbesetzung der Oper enthält die folgenden Instrumente:
- Holzbläser: drei Flöten (3. auch Piccolo), zwei Oboen (2. auch Englischhorn), zwei Klarinetten (2. auch Bassklarinette), zwei Fagotte (2. auch Kontrafagott)
- Blechbläser: vier Hörner, zwei Trompeten, drei Posaunen, Tuba
- Pauken, Schlagzeug: Becken, große Trommel
- Harfe
- Celesta
- Streicher

### Struktur
Die Oper ist im Klavierauszug der Leningrad „Muzyka“ von 1985 folgendermaßen aufgeteilt (deutsche Texte von August Bernhard):
Erstes Bild
- Szene (Zarewna und Kaschtschei)
- Szene (Burja-Bogatyr, Zarewna und Kaschtschei)
- Arioso (Kaschtschei): „Природы постигнута тайна“ („Prirody postignuta taina“ – ‚Ich habe Geheimes ergründet‘)
- Schneesturm-Szene

Zweites Bild
- Szene, Arioso und Lied (Kaschtschejewna): „Настала ночь“ („Nastala notsch“ – ‚Die Nacht ist da‘)
- Szene und Arietta (Iwan Königssohn): „Глухая ночь, дороги дальше нет“ („Gluchaja notsch, dorogi dalsche net“ – ‚Noch immer Nacht, es endet hier der Pfad‘)
- Duett (Kaschtschejewna und Iwan Königssohn): „На ладье золотой“ („Na ladje solotoi“ – ‚Wie im goldenen Kahn‘)
- Szene (Kaschtschejewna, Iwan Königssohn und Burja-Bogatyr)

Drittes Bild
- Wiegenlied (Zarewna) „Баю, бай, Кащей седой“ („Baju, bai, Kaschtschei sedoi“ – ‚Ohneseele, Bösewicht‘)
- Duett (Zarewna und Iwan Königssohn) „Разлуки минул час“ („Rasluki minul tschas“ – ‚Die Trennung ist vorbei‘)
- Szene (Kaschtschejewna, Zarewna, Iwan Königssohn und Kaschtschei)
- Finale

Im ersten Bild gibt es ein Ballett.

### Musik
Die Bilder müssen laut Angabe in der Partitur ohne Pause gespielt werden. Rimski-Korsakow fügte dennoch Abschlüsse für das erste und zweite Bild hinzu, die im Falle einer Einzelaufführung eines dieser Bilder verwendet werden können – ausdrücklich jedoch nicht bei einer Komplettaufführung der Oper. Um die übergangslose Aufführung zu ermöglichen, sollen „alle überflüssigen Bauten und Gestelle auf der Bühne vermieden werden, die Illusion nach Möglichkeit allein durch malerische Mittel erreicht werden.“
Kaschtschei der Unsterbliche ist Rimski-Korsakows fortschrittlichste Oper. Sie gilt als Schlüsselwerk der jungen russischen Komponisten nach der Wende zum 20. Jahrhundert und zeichnet sich durch gewagte Dissonanzen, unaufgelöste Kadenzen und scharfe Klänge aus, die Zeitgenossen wie Michail Gnessin im positiven Sinne als „giftig“ bezeichneten. Eine besondere Bedeutung hat das Thema der Titelfigur Kaschtschei, „eine abwärtsspringende Folge großer Terzen mit raffiniert wechselnder Klangfarbe über einem Tritonus in tiefer Baßlage“ (Pipers Enzyklopädie des Musiktheaters). Aus diesem entwickelte Rimski-Korsakow gleich zwei Themen für dessen Tochter Kaschtschejewna. Das eine besteht aus einer helleren Abfolge aufsteigender großer Terzen, das andere ist ein mit Celesta, Flöten und Harfe instrumentiertes Motiv aus im Staccato gespielten Sechzehntelnoten mit auffälligen Dezimensprüngen.
Rimski-Korsakow selbst beschrieb seine Komposition folgendermaßen:

„Die Musik zeichnet sich durch eine Reihe eigenartiger harmonischer Effekte aus, die ich hier zum ersten Mal verwendete: Folgen großer Terzen, innere Haltetöne, unterbrochene Kadenzen und Trugschlüsse, die in dissonierenden Akkorden auslaufen, außerdem zahlreiche durchgehende Akkorde. Die recht umfangreiche Schneegestöber-Szene ist fast vollständig auf einem ausgehaltenen verminderten Septakkord untergebracht. Die Form des Werkes ist zusammenhängend, ohne Zäsuren; die Wahl der Tonarten und der Modulationsplan sind wie immer bei mir wohldurchdacht und nirgends zufällig.“

Wie bei den zuvor komponierten Märchenopern Rimski-Korsakows unterscheidet sich auch hier die Musik der Märchenwelt von derjenigen der realen Welt. Die Musik ist größtenteils „herbstlich“ düster und entspricht somit dem finsteren Reich des Zauberers und dem Untertitel der Oper. Lichtere Stellen gibt es in der Partie der Zarewna und im Schneesturm-Zwischenspiel vor dem zweiten Bild. Hier finden sich auch Anklänge an Volkslieder. Die Zarewna und Iwan Königssohn sind typische russische Märchenfiguren. Als solche haben sie kantable Melodien und jeweils eigene Leittonarten – der Zarewna sind c-Moll und h-Moll zugewiesen, Iwan hingegen As-Dur. In der Partie der Zarewna finden sich immer wieder musikalisch abgebildete Tränen, während die Musik Iwan durch heraldische Motive geprägt ist.:286 Die beiden instrumentalen Überleitungen zwischen den Bildern sind wie Programmmusik in die Handlung eingebunden.
Die Charakterentwicklung Kaschtschejewnas erinnert an die Liebes- und Erlösungsphilosophie Richard Wagners. Die Figur hat eine Entsprechung in Kundry aus dessen Oper Parsifal. In beiden Opern bewirken Küsse die entscheidende dramatische Wende. Während Wagner jedoch den Kuss von Kundry und Parsifal musikalisch überhöht, verlässt sich Rimski-Korsakow nach dem Kuss der Zarewna im dritten Bild auf die Strahlkraft der nachfolgenden Verwandlungsszene. Dies unterstützt seine prägnante Erzählweise, die derjenigen der russischen Märchen entspricht. Auch im Libretto achtete er darauf, die bildliche Ausdruckskraft des Märchens nicht zu verlieren. Rimski-Korsakow hatte vor der Komposition des Kaschtschei Wagners Siegfried intensiv studiert.:130 Anspielungen an dessen Werke gibt es in der Schwertszene (Schmiedeszene in Siegfried), in den Blumen (Mohn und Bilsenkraut), die die Recken in die Falle der Kaschtschejewna locken (Klingsors Zaubergarten in Parsifal) und in der gesamten Handlung des zweiten Bilds (Abläufe in Tristan und Isolde).:290 Auch musikalisch nutzte Rimski-Korsakow viele Errungenschaften Wagners, darunter die farbige Instrumentierung, die expressive Harmonik oder die Leitmotivtechnik. Hingegen verzichtete er konsequent auf Symbolik oder Allegorien und setzte stattdessen auf größtmögliche Klarheit.:291
Die Psyche der einzelnen Charaktere ist in spezifischen Situationen und Bildern musikalisch direkt umgesetzt. Die Musik entspricht bis ins Detail der jeweiligen Szene und illustriert beispielsweise auch Abläufe wie den Blick der Zarewna in den Zauberspiegel, Kaschtschejewnas Schwert-Schärfen oder Iwans Trank aus dem Becher.

## Werkgeschichte

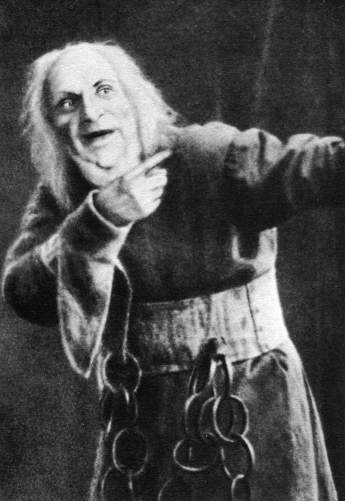
Iwan Jerschow als Kaschtschei, Petrograd 1918

Die Urfassung des Librettos dieser Oper erhielt Rimski-Korsakow im November 1900 von Jewgeni Maximowitsch Petrowski, einem Musik-Journalist und Wagner-Anhänger. Es handelt von dem bösen Zauberer Kaschtschei der ostslawischen Mythologie und russischen Märchenwelt. Da Rimski-Korsakow das Thema interessiert fand, begann er am 26. Juni 1901 mit der Komposition. Obwohl Petrowski den Text für ihn noch drei Male überarbeitete, war Rimski-Korsakow weiterhin unzufrieden mit den Versen und der Struktur. Rimski-Korsakow und Petrowski verfolgten unterschiedliche Ziele. Während Petrowski seinen symbolistischen Text mit verschiedenartigen Anspielungen an historische, mythologische und zeitgeschichtliche Themen ausschmückte, verlangte Rimski-Korsakow eine schlichte Geschichte mit klaren Charakteren und Situationen.:279 Daher schrieb er das Libretto zusammen mit seiner Tochter Sofija selbst noch einmal um. Hiervon besonders das dritte Bild betroffen. Einem Brief vom 18. September 1901 an die Sängerin Nadeschda Sabela zufolge war er zu diesem Zeitpunkt noch nicht von der Machbarkeit des Projekts überzeugt und überlegte, die bereits vorhandene Musik zu den ersten beiden Bildern in einer symphonischen Suite oder Fantasie zu nutzen. Dennoch vollendete er die Partitur am 19. März 1902. Die Komposition entstand hauptsächlich auf dem Landgut Krapatschucha bei Okulowa an der Bahnstrecke Sankt Petersburg–Moskau.:130 Petrowski veröffentlichte sein ursprüngliches Libretto 1903 „als Erzählung für Musik, als freie Vorstellung eines möglichen Erscheinungsbilds der russischen symbolischen Oper“. 1906 überarbeitete Rimski-Korsakow das Finale und fügte einen Chor unsichtbarer Stimmen hinzu.
Die Uraufführung fand am 12. Dezemberjul. / 25. Dezember 1902greg. durch das Ensemble der Privatoper von Sawwa Mamontow im Theater von Gawrila Solodownikow in Moskau statt. Dabei wurde die kurze Oper mit Peter Tschaikowskis Operneinakter Jolanthe kombiniert. Beide Opern behandeln einen Übergang von der Dunkelheit ins Licht. Die musikalische Leitung hatte Michail Ippolitow-Iwanow. Es sangen Felix A. Oschustowitsch (Kaschtschei der Unsterbliche), Nadeschda Sabela (Zarewna), Michail V. Botscharow (Iwan Königssohn), Wera N. Petrowa-Swanzewa (Kaschtschejewna) und V. V. Osipov (Burja-Bogatyr).
Nach der Aufführung meinte Rimski-Korsakow, sie sei „für eine Privatoper passabel“ gewesen, doch das Publikum sei mit seinen Eindrücken kaum ins Reine gekommen. Möglicherweise bezog er sich damit auf den sozialkritischen Subtext der Oper, die von der Befreiung von einem diktatorischen Regime handelt, das sich mit dem Zarentum identifizieren ließ. Sabelas Leistung hinterließ bleibenden Eintrug bei den Hörern, und Petrowa-Swanzewa erhielt  nach der Schwert-Arie im zweiten Bild stürmischen Beifall. Der Komponist Sergei Tanejew vermerkte in seinem Tagebuch, dass ihm das Werk „außerordentlich gefallen“ habe und verhieß ihm eine große Bedeutung „für unsere Kunst“.:133 Die Rezensionen der Moskauer Zeitungen erschienen erst einige Tage später. Offenbar mussten die Kritiker die Oper erst mehrfach hören, bevor sie sich ein Urteil bilden konnten. Dieses fiel zur großen Zufriedenheit des Komponisten aus. S. N. Kruglikow bemerkte Rimski-Korsakows „Kühnheit, Scharfsinn und Talent“ im „Bestreben, die beiden von Glinka und von Wagners ‚Ring der Nibelungen‘ ausgehenden Strömungen in einem gemeinsamen Flußbett zu vereinen“. J. Engel hob die strenge Logik und tiefgründige Architektonik hervor, der sich auch die außergewöhnlichsten harmonischen Wendungen und die freiesten Formen unterordnen.:134
In Sankt Petersburg wurde die Oper erstmals 1905 von Studenten des Konservatoriums unter der Leitung von Alexander Glasunow im Theater „Passage“ von Wera Komissarschewskaja aufgeführt. Die Produktion war erfolgreich, und spätestens jetzt, nach dem Petersburger Blutsonntag vom Januar 1905, sah man in dem Werk eine versteckte Vorhersage zum Ende der Zarenherrschaft. Der Erlös der Aufführung wurde den Hinterbliebenen der Opfer zugedacht, und anschließend gab es eine politische Demonstration gegen den Zaren sowie eine Ehrenbezeigung für Rimski-Korsakow selbst, dem man erst eine Woche zuvor sein Professoren-Amt am Sankt Petersburger Konservatorium entzogen hatte, nachdem er sich für die revolutionär eingestellten Studenten und die Selbstverwaltung des Konservatoriums ausgesprochen hatte. Er hatte eine Resolution unterschrieben, in der es hieß: „Wenn dem Leben Hände und Füße gefesselt sind, kann auch die Kunst nicht frei sein“. In seiner Chronik meines musikalischen Lebens erinnerte er sich folgendermaßen an die Ereignisse: „Ich wurde auf die Bühne gerufen, wo man mir Adressen verschiedener Gesellschaften und Verbände verlas und flammende Reden hielt. Vom Rang soll sogar jemand ,Nieder mit der Autokratie!’ geschrieen haben. Nach jeder Adresse und jeder Ansprache brach ein entsetzlicher Lärm los. Die Polizei ließ den Eisernen Vorhang schließen und machte der Veranstaltung ein Ende.“:294
Während der Stalin-Zeit wurde die Oper häufig im sowjetischen Radio gespielt. Vor allem der Dirigent Samuil Samossud setzte sich für das Werk ein. Auffällig ist, dass es in Petersburg/Leningrad häufiger gespielt wurde als am Regierungsstandort Moskau.:295f
Nachweisbare Produktionen sind:
- 1907: Konservatorium Sankt-Petersburg; Dirigent: Michail Klimow, mit einem Studenten-Ensemble.[2]
- 1908: Neues Theater Moskau; Dirigent: Emil Cooper, Regie: Pjotr Olenin; mit dem Ensemble der Privatoper von Sergei Simin.[2]
- 1917: Bolschoi-Theater Moskau; Dirigent: Emil Cooper, Regie: Wladimir Losski; mit Antonina Neschdanowa (Zarewna), Nadeschda Obuchowa (Kaschtschejewna) und Sergei Migai (Iwan).[2] Überragende Leistung von W. R. Pikok als Kastschei.[7]:133
- 1919: Akademisches Theater Petrograd; Dirigent: Alexandr Chessin; mit Iwan Jerschow und Sofja Maslowskaj.[2]
- 1924: Barcelona.[2]
- 1926: Konservatorium Leningrad; 1928 auch konzertant als Gastspiel in Salzburg.[2]
- 1929: Dortmund; deutsch von August Bernhard als Unhold Ohneseele.[5]
- 1930: Stockholm; schwedisch von Ture Rangström.[2]
- 1931: Riga.[5]
- 1944: Stanislawski- und Nemirowitsch-Dantschenko-Musiktheater Moskau; Dirigent: Jewgeni Akulow, Regie: Pawel Markow.[2]
- 1950: Staatliches Akademisches Kleines Theater für Oper und Ballett (Maly-Theater); Dirigent: Eduard Grikurow, Regie: B. Solowjow.[2]
- 1955: Hagen.[2]
- 1968: Ulm.[2]
- 1994: Sankt Petersburg.[10]
- 2002: Helikon-Oper Moskau; Inszenierung als zeitgeschichtliche Parabel und Familiendrama.[6]:296
- 2017: Bolschoi-Theater Minsk[11]
- 2017: Konzerthalle Sankt-Petersburg (konzertant)[11]
- 2019: Theater St. Gallen; kombiniert mit Igor Strawinskys Oper Le rossignol; Dirigent: Modestas Pitrenas, Inszenierung: Dirk Schmeding.[12]

Das Autograph ist nicht erhalten. Die Skizzen und Reinschrift des überarbeiteten Finales von 1906 bewahrte die Staatliche Öffentliche Bibliothek in Sankt Petersburg. Partitur und Klavierauszug (mit deutscher Übersetzung von August Bernhard) erschienen 1902 ebendort bei Bessel. Die Moskauer Gesamtausgabe von 1955 enthält die Partitur in Band 12 und den Klavierauszug in Band 40.

## Aufnahmen
- 1948 – Samuil Samossud (Dirigent), Staatliches Radiosinfonieorchester und Radiochor der UdSSR.
 Pawel Pontrjagin (Kaschtschei der Unsterbliche), Warwara Gradowa (Zarewna), Pawel Lisizian (Iwan Königssohn), Antonina Kleschtschowa (Kaschtschejewna), Konstantin Poljajew (Burja-Bogatyr).
 Studioaufnahme.
 Voce della luna CD: VL 2018-1 (1 CD), Dante LYS 578 (1 CD), Aquarius AQVR 133-2 (2 CDs).[13]:15164
- 1987 – A. Trofimow (Dirigent), O. Jeryschew (Regie), Dmitri-Schostakowitsch-Sinfonieorchester der Staatlichen Akademischen Philharmonie Leningrad.
 Konstantin Pluschnikow (Kaschtschei der Unsterbliche), Alla Oding (Zarewna, Schauspielerin), Sofija Jalyschewa (Zarewna, Sängerin), Waleri Lebed (Iwan Königssohn), Natalja Lapina (Kaschtschejewna, Schauspielerin), Jelena Rubin (Kaschtschejewna, Sängerin), Juri Stojanow (Burja-Bogatyr, Schauspieler), Alexander Morosow (Burja-Bogatyr, Sänger).
 Opernfilm.[14]
- Dezember 1991 – Andrei Tschistjakow (Dirigent), Orchester des Bolschoi-Theaters Moskau, Academic Yurlov Chorus.
 Alexander Archipow (Kaschtschei der Unsterbliche), Irina Schurina (Zarewna), Wladislaw Werestnikow (Iwan Königssohn), Nina Terentjewa (Kaschtschejewna), Wladimir Matorin (Burja-Bogatyr).
 Studioaufnahme.
 Le chant du monde CDM CD: 288 046 (1 CD).[13]:15165
- 1995 – Valery Gergiev (Dirigent), Orchester und Chor des Mariinski-Theaters Sankt Petersburg.
 Konstantin Pluschnikow (Kaschtschei der Unsterbliche), Marina Schagutsch (Zarewna), Alexander Gergalow (Iwan Königssohn), Larissa Djadkowa (Kaschtschejewna), Alexander Morosow (Burja-Bogatyr).
 Live aus der Philharmonie Sankt Petersburg.
 Philips 446 704-2 (1 CD).[13]:15166